# São Francisco (Goiânia)
São Francisco é um bairro da cidade brasileira de Goiânia, localizado na região oeste do município.
O bairro, existente desde a década de 1960, é um dos mais antigos da região oeste de Goiânia. Localiza-se aos arredores do ponto mais alto da cidade, o Morro do Mendanha. No final da década de 2000, o São Francisco foi um dos primeiros bairros da cidade a contar com coleta seletiva, quando o projeto ainda estava em fase de experimentações.
Segundo dados do Instituto Brasileiro de Geografia e Estatística (IBGE), divulgados pela prefeitura, no Censo 2010 a população do São Francisco era de 4 249 pessoas.